# 309-й винищувальний авіаційний полк (СРСР)
309-й винищувальний авіаційний полк ППО (рос. 309-й истребительный авиационный полк ПВО) — полк за часів Другої світової війни у складі ВПС СРСР.

## Історія
Полк сформовано влітку 1941 року в Московському військовому окрузі.
Бойові дії почав 27 липня 1941 року в складі 6-го Винищувального авіаційного корпусу ППО Москви.
Розформований 20 червня 1946.

## Бойова діяльність полку у часи Другої Світової війни
| Період                  | Бойові вильоти | Втрати (літаки / пілоти) |
| ----------------------- | -------------- | ------------------------ |
| 27.07.1941 — 09.05.1945 | 1917           | 4/3                      |

## Командири полку
| Період            | Командир полку                         |
| ----------------- | -------------------------------------- |
| 04.1941 — 03.1943 | підполковник Мінов Анатолій Григорович |
| 03.1943 — 06.1946 | підполковник Негода Олексій Іванович   |

## Матеріальна частина полку
| Дата                    | Тип літака         |
| ----------------------- | ------------------ |
| 07.1941 — 10.08.1942    | І-16               |
| 10.1941 — 01.1942       | І-153              |
| 02.1942 — 10.1943       | Хаукер «Харрікейн» |
| 10.1943 — 19.07.1944    | Р-40 «Кіттіхаук»   |
| 19.07.1944 — 20.06.1946 | Р-39 «Аерокобра»   |